# Bobby Green
King Green, nato Bobby Ray Green (San Bernardino, 9 settembre 1986) è un lottatore di arti marziali miste statunitense.
Combatte nella divisione dei pesi leggeri per l'organizzazione statunitense UFC.  Ha combattuto nelle promozioni Tachi Palace Fight, Strikeforce, Affliction e nella King of the Cage dove divenne campione dei pesi leggeri.

## Biografia
Green cominciò a praticare lotta alla High School di Fontana in California, dove si piazzò due volte secondo nel torneo statale. Successivamente cominciò ad allenarsi nelle arti marziali miste.

## Carriera nelle arti marziali miste

### Primi anni
Green debuttò professionalmente nelle MMA nel gennaio del 2008, ottenendo un record di 8 vittorie e una sconfitta in eventi speciali organizzati in California e in Messico. In questo periodo vinse il torneo dei pesi leggeri della Warriors Fighting Championship e divenne inoltre il campione dei pesi leggeri TFA.
Negli anni successivi entrò a far parte nella promozione Affliction, dove debuttò all'evento Day of Reckoning contro Dan Lauzon. Green perse l'incontro per sottomissione al primo round; in questo match vennero detratti due punti a Green, tanto che il sito web Sherdog definì il match come uno dei più controversi degli ultimi anni.
Dopo la sconfitta firmò un contratto con una nuova promozione la King of the Cage, ed il 25 febbraio 2010 sconfisse Rick Legere per KO tecnico al primo round vincendo così il titolo juniores dei pesi welter. Nei due match successivi dovette difendere il titolo contro Daron Cruickshank e Team Means, perdendolo con quest'ultimo per KO tecnico.
Il 21 aprile sconfiggendo Dom O'Grady per decisione unanime vinse il titolo dei pesi leggeri KOTC.

### Strikeforce
Il 14 luglio 2011, Green firmò per la promozione Strikeforce. Inizialmente venne annunciato il suo debutto contro Milton Vieira all'evento Strikeforce Challangers: Gurgel vs. Duarte; tuttavia, venne rimosso dall'incontro per poi essere inserito nelle card dell'evento Strikeforce: Fedor vs. Henderson per sfidare Gesias Cavalcante. Green perse il match per decisione non unanime.
Nell'incontro successivo sconfisse Charon Spain per sottomissione (arm triangle choke) al secondo round, ma nonostante la vittoria riportò un infortunio di lieve entità ad entrambe le mani. Dopo essersi ripreso dall'infortunio, Green sconfisse per sottomissione J.P. Reese all'evento Strikeforce Challengers: Britt vs. Sayers.
A maggio del 2012 si scontrò con James Terry all'evento Strikeforce: Barnett vs. Cormier, vincendo l'incontro per decisione non unanime; mentre il 18 agosto ottenne un'altra vittoria contro Matt Ricehouse.

### Ultimate Fighting Championship
Green debuttò nella promozione statunitense Ultimate Fighting Championship il 2 febbraio 2013 contro Jacob Volkmann, all'evento UFC 156. Al secondo round del match Green eseguì ottime manovre di grappling, riuscendo a rovesciare ogni tentativo di attacco da parte di Volkmann. Dopo aver messo a segno un notevole ground and pound vinse l'incontro per strangolamento, ottenendo inoltre il premio di Submission of the Night.
A luglio doveva affrontare Danny Castillo per l'evento UFC on Fox: Johnson vs. Moraga. Tuttavia, a metà luglio, Green venne rimosso dalla card per infortunio e venne sostituito da Tim Means.
A novembre, ad UFC: Fight for the Troops 3, se la vide contro James Krause. Il finale del match fu molto controverso, Green perse infatti un punto per aver colpito con un calcio l'inguine dell'avversario per ben due volte; dopo pochi minuti colpì nuovamente sotto la cintura di Krause che cadde immediatamente al suolo, ma l'arbitro John McCarthy giudicò il colpo regolare e diete la vittoria a Green per KO tecnico.
Successivamente sostituì l'infortunato Jamier Varner per poter affrontare Pat Healy ad UFC on Fox: Johnson vs. Benavidez 2, vincendo l'incontro per decisione unanime.
Il 1º febbraio del 2014 doveva affrontare Abel Trujillo per l'evento UFC 169, ma per ragioni sconosciute venne rimosso dalla card e sostituito da Jamie Varner. Mentre il 26 aprile subì un nuovo infortunio, non potendo così prendere parte all'evento UFC 172.
L'incontro con Trujillo venne spostato per il 2 agosto ad UFC 176. Tuttavia, dopo che l'evento venne completamente cancellato, il match venne rispostato per il 16 agosto ad UFC Fight Night: Bader vs. Saint Preux. Stavolta, però, Green venne tolto dall'incontro per poter affrontare Josh Thomson il 26 luglio ad UFC on Fox: Lawler vs. Brown. Green vinse per decisione non unanime.
Il match contro Jorge Masvidal doveva svolgersi il 27 settembre all'evento UFC 178, ma la UFC annunciò Donald Cerrone come suo nuovo avversario. Ancora una volta Green venne rimosso dalla card, dopo l'arrivo dell'ex campione dei pesi leggeri della Bellator Eddie Alvarez che affrontò Cerrone per quell'evento.
Il 22 novembre Green affrontò Edson Barboza a UFC Fight Night: Edgar vs. Swanson, venendo sconfitto per decisione unanime con tutti i giudici che diedero tutti e tre i round al rivale brasiliano: si trattò della prima sconfitta in UFC per Green.
Nell'aprile del 2015 avrebbe dovuto affrontare Jorge Masvidal ma proprio green fu costretto a rinunciare al match causa infortunio. Mentre a luglio dello stesso anno saltò il match contro Al Iaquinta a causa di un altro infortunio.
Tornò a combattere dopo l'infortunio, il 4 giugno del 2016, dove affrontò Dustin Poirier all'evento UFC 199. Alla prima ripresa, Green venne colpito in pieno volto da un gancio sinistro e una volta finito al tappeto venne finalizzato con il ground and pound.
Green doveva affrontare Josjua Burkman il 1º ottobre del 2016. Tuttavia, Green venne rimosso dalla card il 9 settembre per problemi personali, venendo quindi sostituito da Zak Ottow.

## Titoli e riconoscimenti

### Arti marziali miste
- Ultimate Fighting Championship
  - Submission of the Night (una volta)
- King of the Cage
  - Campione dei Pesi Leggeri KOTC (una volta)
  - Vincitore del torneo juniores dei Pesi Welter KOTC (una volta)
- Total Fight Alliance
  - Campione dei Pesi Leggeri TFL (una volta)
- Warriors Fighting Championship
  - Vincitore del torneo dei Pesi Leggeri WFC 2008

### Lotta amatoriale
- California Interscholastic Federation
  - CIF All-State (2003, 2004)
  - CIF State Championship Sportsmanship Award (2004)

## Risultati nelle arti marziali miste
| Risultato  | Record  | Avversario          | Metodo                               | Evento                                          | Data              | Round | Tempo | Luogo                        | Note                                               |
| ---------- | ------- | ------------------- | ------------------------------------ | ----------------------------------------------- | ----------------- | ----- | ----- | ---------------------------- | -------------------------------------------------- |
| Sconfitta  | 32-17-2 | Mauricio Ruffy      | KO (spinning wheel kick)             | UFC 313                                         | 8 marzo 2025      | 1     | 2:07  | Las Vegas, Stati Uniti       |                                                    |
| Sconfitta  | 32–16–2 | Paddy Pimblett      | Sottomissione (triangle choke)       | UFC 304                                         | 27 luglio 2024    | 1     | 3:22  | Manchester, Inghilterra      |                                                    |
| Vittoria   | 32–15–2 | Jim Miller          | Decisione (unanime)                  | UFC 300                                         | 13 aprile 2024    | 3     | 5:00  | Las Vegas, Stati Uniti       |                                                    |
| Sconfitta  | 31–15–2 | Jalin Turner        | KO tecnico (pugni)                   | UFC on ESPN: Dariush vs. Tsarukyan              | 2 dicembre 2023   | 1     | 2:49  | Austin, Stati Uniti          |                                                    |
| Vittoria   | 31–14–2 | Grant Dawson        | KO tecnico (pugni)                   | UFC Fight Night: Dawson vs. Green               | 7 ottobre 2023    | 1     | 0:33  | Las Vegas, Stati Uniti       | Performance of the Night                           |
| Vittoria   | 30–14–2 | Tony Ferguson       | Sottomissione (arm - triange choke)  | UFC 291                                         | 29 luglio 2023    | 3     | 4:54  | Salt Lake City, Stati Uniti  | Performance of the Night                           |
| No Contest | 29–14–2 | Jared Gordon        | NC (Testata accidentale)             | UFC Fight Night: Pavlovich vs. Blaydes          | 22 aprile 2023    | 1     | 4:35  | Las Vegas, Stati Uniti       | Testata accidentale che ha reso Gordon incosciente |
| Sconfitta  | 29–14–1 | Drew Dober          | KO tecnico (pugni)                   | UFC Fight Night: Cannonier vs. Strickland       | 17 dicembre 2022  | 2     | 2:45  | Las Vegas, Stati Uniti       | Fight of the Night                                 |
| Sconfitta  | 29-13-1 | Islam Machačev      | KO tecnico (pugni)                   | UFC Fight Night: Machačev vs. Green             | 26 febbraio 2022  | 1     | 3:23  | Las Vegas, Stati Uniti       |                                                    |
| Vittoria   | 29-12-1 | Nasrat Haqparast    | Sottomissione (Bobby lock)           | UFC 271: Adesanya vs. Whittaker 2               | 12 febbraio 2022  | 3     | 5:00  | Houston, Stati Uniti         |                                                    |
| Vittoria   | 28-12-1 | Al Iaquinta         | KO tecnico (pugni)                   | UFC 268: Usman vs. Covington 2                  | 6 ottobre 2021    | 1     | 2:25  | New York City, Stati Uniti   |                                                    |
| Sconfitta  | 27-12-1 | Rafael Fiziev       | Decisione (unanime)                  | UFC 265: Lewis vs. Gane                         | 7 agosto 2021     | 3     | 5:00  | Houston, Stati Uniti         | Fight of the Night                                 |
| Sconfitta  | 27-11-1 | Thiago Moisés       | Decisione (unanime)                  | UFC Fight Night: Hall vs. Silva                 | 31 ottobre 2020   | 3     | 5:00  | Las Vegas, Stati Uniti       |                                                    |
| Vittoria   | 27-10-1 | Alan Patrick        | Decisione (unanime)                  | UFC Fight Night: Waterson vs. Hill              | 12 settembre 2020 | 3     | 5:00  | Las Vegas, Stati Uniti       |                                                    |
| Vittoria   | 26-10-1 | Lando Vannata       | Decisione (unanime)                  | UFC Fight Night: Brunson vs. Shahbazyan         | 1 agosto 2020     | 3     | 5:00  | Las Vegas, Stati Uniti       | Fight of the Night                                 |
| Vittoria   | 25-10-1 | Clay Guida          | Decisione (unanime)                  | UFC on ESPN: Blaydes vs. Volkov                 | 20 giugno 2020    | 3     | 5:00  | Las Vegas, Stati Uniti       |                                                    |
| Sconfitta  | 24-10-1 | Francisco Trinaldo  | Decisione (unanime)                  | UFC Fight Night: Błachowicz vs. Jacaré          | 16 novembre 2019  | 3     | 5:00  | São Paulo, Brasile           |                                                    |
| Sconfitta  | 24-9-1  | Drakkar Klose       | Decisione (unanime)                  | UFC on Fox: Lee vs. Iaquinta 2                  | 15 dicembre 2018  | 3     | 5:00  | Milwaukee, Stati Uniti       |                                                    |
| Vittoria   | 24-8-1  | Erik Koch           | Decisione (unanime)                  | UFC on Fox: Jacaré vs. Brunson 2                | 27 gennaio 2018   | 3     | 5:00  | Charlotte, Stati Uniti       |                                                    |
| Pareggio   | 23-8-1  | Lando Vannata       | Pareggio (non unanime)               | UFC 216: Ferguson vs. Lee                       | 7 ottobre 2017    | 3     | 5:00  | Las Vegas, Stati Uniti       | Fight of the Night                                 |
| Sconfitta  | 23-8    | Rashid Magomedov    | Decisione (non unanime)              | UFC on Fox: Johnson vs. Reis                    | 15 aprile 2017    | 3     | 5:00  | Kansas City, Stati Uniti     |                                                    |
| Sconfitta  | 23-7    | Dustin Poirier      | KO Tecnico (pugni)                   | UFC 199: Rockhold vs. Bisping 2                 | 4 giugno 2016     | 1     | 2:53  | Inglewood, Stati Uniti       |                                                    |
| Sconfitta  | 23-6    | Edson Barboza       | Decisione (unanime)                  | UFC Fight Night: Edgar vs. Swanson              | 22 novembre 2014  | 3     | 5:00  | Austin, Stati Uniti          |                                                    |
| Vittoria   | 23-5    | Josh Thomson        | Decisione (non unanime)              | UFC on Fox: Lawler vs. Brown                    | 26 luglio 2014    | 3     | 5:00  | San Jose, Stati Uniti        |                                                    |
| Vittoria   | 22-5    | Pat Healy           | Decisione (unanime)                  | UFC on Fox: Johnson vs. Benavidez 2             | 14 dicembre 2013  | 3     | 5:00  | Sacramento, Stati Uniti      |                                                    |
| Vittoria   | 21-5    | James Krause        | KO Tecnico (calcio al corpo)         | UFC: Fight for the Troops 3                     | 6 novembre 2013   | 1     | 3:50  | Fort Campbell, Stati Uniti   |                                                    |
| Vittoria   | 20-5    | Jacob Volkmann      | Sottomissione (rear-naked choke)     | UFC 156: Aldo vs. Edgar                         | 2 febbraio 2013   | 3     | 4:25  | Las Vegas, Stati Uniti       | Debutto in UFC; Submission of the Night            |
| Vittoria   | 19-5    | Matt Ricehouse      | Decisione (unanime)                  | Strikeforce: Rousey vs. Kaufman                 | 18 agosto 2012    | 3     | 5:00  | San Diego, Stati Uniti       |                                                    |
| Vittoria   | 18-5    | James Terry         | Decisione (non unanime)              | Strikeforce: Barnett vs. Cormier                | 19 maggio 2012    | 3     | 5:00  | San Jose, Stati Uniti        |                                                    |
| Vittoria   | 17-5    | J.P. Reese          | Sottomissione (rear-naked choke)     | Strikeforce Challengers: Britt vs. Sayers       | 18 novembre 2011  | 3     | 2:25  | Las Vegas, Stati Uniti       |                                                    |
| Vittoria   | 16-5    | Charon Spain        | Sottomissione (triangolo di braccio) | Strikeforce Challengers: Larkin vs. Rossborough | 23 settembre 2011 | 2     | 2:54  | Las Vegas, Stati Uniti       |                                                    |
| Sconfitta  | 15-5    | Gesias Cavalcante   | Decisione (non unanime)              | Strikeforce: Fedor vs. Henderson                | 30 luglio 2011    | 3     | 5:00  | Hoffman Estates, Stati Uniti | Debutto in Strikeforce                             |
| Vittoria   | 15-4    | Dom O'Grady         | Decisione (unanime)                  | KOTC: Imminent Danger                           | 21 aprile 2011    | 5     | 0:00  | Highland, Stati Uniti        | Vince il titolo dei Pesi Leggeri KOTC              |
| Sconfitta  | 14-4    | Tim Means           | KO Tecnico (ritiro)                  | KOTC: Inferno                                   | 7 ottobre 2010    | 2     | 5:00  | Highland, Stati Uniti        | Perde il titolo juniores dei Pesi Welter KOTC      |
| Vittoria   | 14-3    | Daron Cruickshank   | Sottomissione (ghigliottina)         | KOTC: Imminent Danger                           | 13 agosto 2010    | 2     | 2:39  | Mescalero, Stati Uniti       | Difende il titolo juniores dei Pesi Welter KOTC    |
| Vittoria   | 13-3    | Ricky Legere Jr.    | KO Tecnico (pugni)                   | KOTC: Arrival                                   | 25 febbraio 2010  | 1     | 4:27  | Highland, Stati Uniti        | Vince il titolo juniores dei Pesi Welter KOTC      |
| Vittoria   | 12-3    | Charles Bennett     | KO (pugni)                           | KOTC: Fight 4 Hope                              | 17 dicembre 2009  | 1     | 2:17  | Highland, Stati Uniti        |                                                    |
| Sconfitta  | 11-3    | David Mitchell      | Sottomissione (toe hold)             | TPF 2: Brawl in the Hall                        | 3 dicembre 2009   | 1     | 0:54  | Lemoore, Stati Uniti         | Incontro di Pesi Welter                            |
| Vittoria   | 11-2    | Sevak Magakian      | KO Tecnico (pugni)                   | Respect in the Cage 2                           | 20 novembre 2009  | 1     | 2:24  | California, Stati Uniti      |                                                    |
| Vittoria   | 10-2    | Jeff Torch          | Sottomissione (pugni)                | KOTC: Jolted                                    | 3 ottobre 2009    | 1     | 1:29  | Laughlin, Stati Uniti        |                                                    |
| Vittoria   | 9-2     | John Ulloa          | Sottomissione (armbar)               | TFA 11: Pounding at the Pyramid                 | 27 febbraio 2009  | 1     |       | San Bernardino, Stati Uniti  |                                                    |
| Sconfitta  | 8-2     | Dan Lauzon          | Sottomissione (rear-naked choke)     | Affliction: Day of Reckoning                    | 24 gennaio 2009   | 1     | 4:55  | Anaheim, Stati Uniti         |                                                    |
| Vittoria   | 8-1     | Toby Grear          | KO Tecnico (pugni)                   | TFA 11: Pounding at the Pyramid                 | 12 luglio 2008    | 2     | 3:25  | Long Beach, Stati Uniti      | Vince il titolo dei Pesi Leggeri TFA               |
| Vittoria   | 7-1     | Rafael Salomao      | KO Tecnico (pugni)                   | Warriors FC                                     | 28 giugno 2008    | 1     | 4:10  | Città del Messico, Messico   | Vince il torneo dei Pesi Leggeri WFC               |
| Vittoria   | 6-1     | Israel Giron        | KO (pugni)                           | Warriors FC                                     | 28 giugno 2008    | 1     | 2:47  | Città del Messico, Messico   | Torneo dei Pesi Leggeri WFC, Semifinale            |
| Vittoria   | 5-1     | Santiago Manzanares | Decisione (non unanime)              | Warriors FC                                     | 28 giugno 2008    | 3     | 3:00  | Città del Messico, Messico   | Torneo dei Pesi Leggeri WFC, Quarti di finale      |
| Vittoria   | 4-1     | Raymond Ayala       | Sottomissione (strangolamento)       | Total Fighting Alliance 10                      | 22 marzo 2008     | 2     | 1:59  | Santa Monica, Stati Uniti    |                                                    |
| Vittoria   | 3-1     | Herman Terrado      | Sottomissione (ghigliottina)         | COF 11: No Mercy                                | 8 marzo 2008      | 3     | 1:28  | Tijuana, Messico             |                                                    |
| Sconfitta  | 2-1     | Josh Gaskins        | Decisione (unanime)                  | Valor Fighting: Fight Night                     | 7 marzo 2008      | 3     | 3:00  | Tustin, Stati Uniti          |                                                    |
| Vittoria   | 2-0     | Enrique Briones     | Sottomissione (ghigliottina)         | UCM 5 - Deadly Zone                             | 23 febbraio 2008  | 1     | 0:48  | Tijuana, Messico             |                                                    |
| Vittoria   | 1-0     | Neal Abrams         | KO (pugni)                           | Total Fighting Alliance 9                       | 19 gennaio 2008   | 3     | 1:12  | Santa Monica, Stati Uniti    |                                                    |